# HD 142245
HD 142245 — звезда, которая находится в созвездии Змея на расстоянии около 355 световых лет от нас. Вокруг звезды обращается, как минимум, одна планета.

## Характеристики
HD 142245 — звезда 7,63 звёздной величины; впервые в астрономической литературе упоминается в каталоге Генри Дрейпера, изданном в начале XX века. Она представляет оранжевый субгигант с массой и радиусом, равными 1,69 и 5,2 солнечных соответственно. Температура поверхности звезды составляет около 4878 кельвин. По светимости она превосходит наше Солнце в 13,5 раз. Возраст HD 142245 оценивается в 2,3 миллиарда лет.

## Планетная система
В 2011 году группой астрономов, работающих с данными, полученными в обсерватории Кека, было объявлено об открытии планеты HD 142245 b в системе. Это газовый гигант, имеющий массу, равную 1,9 массы Юпитер. Планета обращается на расстоянии 2,77 а.е. от родительской звезды. Открытие HD 142245 b было совершено методом Доплера.